# Euproctis confluens
Euproctis confluens är en fjärilsart som beskrevs av Erich Martin Hering 1926. Euproctis confluens ingår i släktet Euproctis och familjen tofsspinnare. Inga underarter finns listade i Catalogue of Life.